# Tafeltennis op de Olympische Zomerspelen 1992

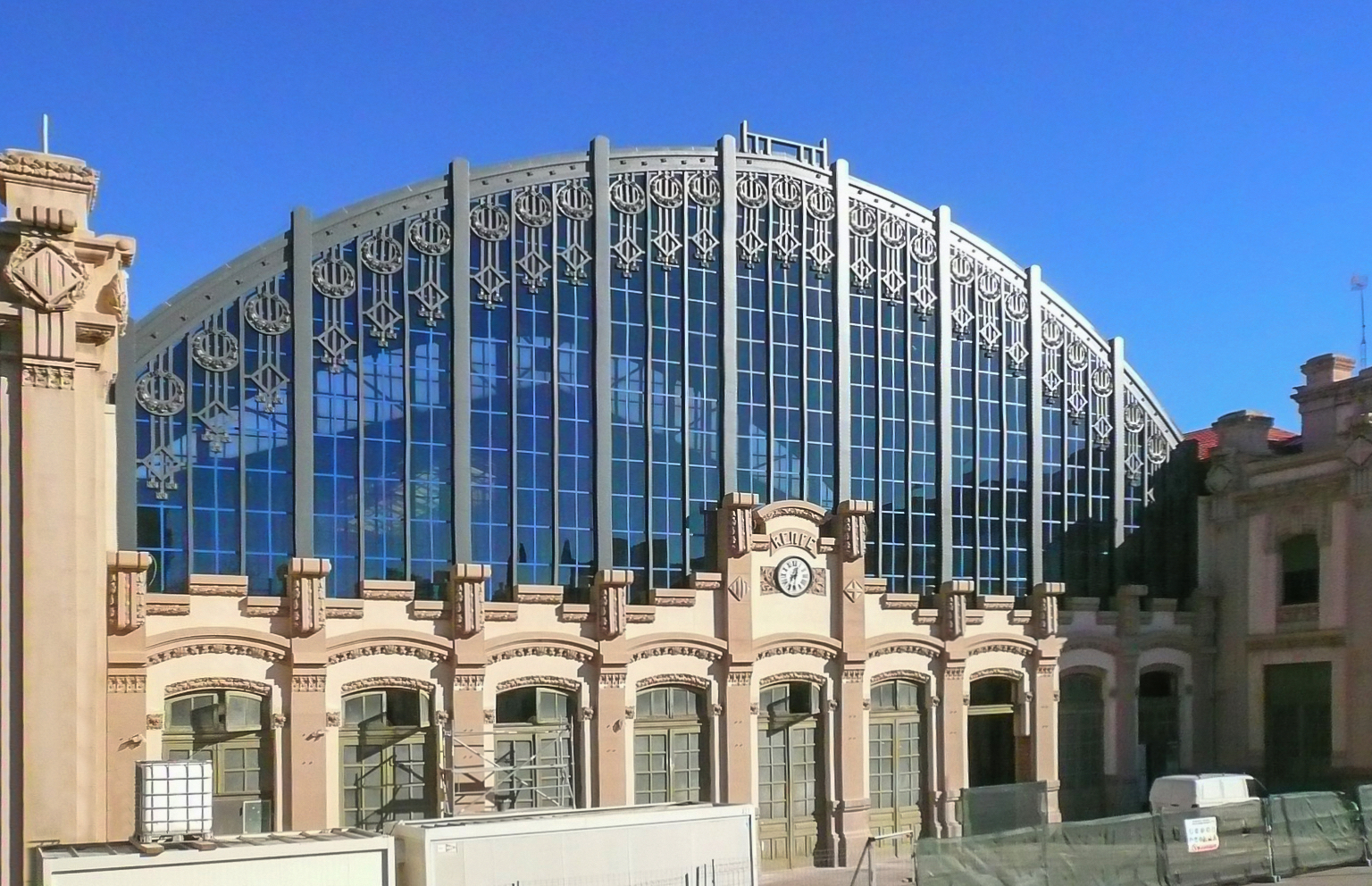
Het tafeltennistoernooi werd gehouden in Estació del Nord

Tafeltennis is een van de sporten die beoefend werden tijdens de Olympische Zomerspelen 1992 in Barcelona. Namens Nederland namen Paul Haldan, Mirjam Hooman-Kloppenburg en Bettine Vriesekoop hieraan deel. Haldan speelde alleen het enkelspeltoernooi en kwam daarin tot de laatste zestien. Hooman-Kloopenburg en Vriesekoop bereikten samen de kwartfinale in het dubbelspel. Vriesekoop kwam in het enkelspel tot de laatste zestien, waar Hooman-Kloppenburg de eerste ronde niet overleefde.

## Heren

### enkelspel
| rang   | sporter              | land |
| ------ | -------------------- | ---- |
| Goud   | Jan-Ove Waldner      | SWE  |
| Zilver | Jean-Philippe Gatien | FRA  |
| Brons  | Kim Taek-soo         | KOR  |
| Brons  | Ma Wenge             | CHN  |
| 5      | Jörg Roßkopf         | GER  |
| 5      | Ding Yi              | AUT  |
| 5      | Wang Tao             | CHN  |
| 5      | Jörgen Persson       | SWE  |

### dubbelspel
| rang   | sporters                         | land                    |
| ------ | -------------------------------- | ----------------------- |
| Goud   | Lu Lin Wang Tao                  | CHN                     |
| Zilver | Steffen Fetzner Jörg Roßkopf     | GER                     |
| Brons  | Kang Hee-chan Lee Chul-seung     | KOR                     |
| Brons  | Yoo Nam-kyu Kim Taek-soo         | KOR                     |
| 5      | Damien Éloi Jean-Philippe Gatien | FRA                     |
| 5      | Slobodan Grujić Ilija Lupulesku  | Onafhankelijk deelnemer |
| 5      | Andrej Mazoenov Dmitri Mazoenov  | EUN                     |
| 5      | Ma Wenge Yu Shentong             | CHN                     |

## Dames

### enkelspel
| rang   | sporter       | land |
| ------ | ------------- | ---- |
| Goud   | Deng Yaping   | CHN  |
| Zilver | Qiao Hong     | CHN  |
| Brons  | Li Bun-hui    | PRK  |
| Brons  | Hyun Jung-hwa | KOR  |
| 5      | Yu Sun-bok    | PRK  |
| 5      | Emilia Ciosu  | ROU  |
| 5      | Chen Zihe     | CHN  |
| 5      | Chai Po Wa    | HKG  |

### dubbelspel
| rang   | sporters                         | land |
| ------ | -------------------------------- | ---- |
| Goud   | Deng Yaping Qiao Hong            | CHN  |
| Zilver | Chen Zihe Gao Jun                | CHN  |
| Brons  | Li Bun-hui Yu Sun-bok            | PRK  |
| Brons  | Hong Cha-ok Hyun Jung-hwa        | KOR  |
| 5      | Chai Po Wa Chan Tan Lui          | HKG  |
| 5      | Hong Soon-Hwa Lee Jung-im        | KOR  |
| 5      | Irina Palina Jelena Timina       | EUN  |
| 5      | Mirjam Hooman Bettine Vriesekoop | NED  |

## Medaillespiegel
| rang   | land        | goud | zilver | brons | totaal |
| ------ | ----------- | ---- | ------ | ----- | ------ |
| 1      | China       | 3    | 2      | 1     | 6      |
| 2      | Zweden      | 1    | 0      | 0     | 1      |
| 3      | Duitsland   | 0    | 1      | 0     | 1      |
| 3      | Frankrijk   | 0    | 1      | 0     | 1      |
| 5      | Zuid-Korea  | 0    | 0      | 5     | 5      |
| 6      | Noord-Korea | 0    | 0      | 2     | 2      |
| totaal | totaal      | 4    | 4      | 8     | 16     |

Seoel 1988 · 
Barcelona 1992 · 
Atlanta 1996 · 
Sydney 2000 · 
Athene 2004 · 
Peking 2008 · 
Londen 2012 · 
Rio de Janeiro 2016 ·
Tokio 2020 ·
Parijs 2024 ·
Los Angeles 2028
Medaillewinnaars 
Atletiek · Badminton · Basketbal · Boksen · Boogschieten · Gewichtheffen · Gymnastiek · Handbal · Hockey · Honkbal · Judo · Kanovaren · Moderne vijfkamp · Paardensport · Pelota (demonstratie) · Roeien · Rolhockey (demonstratie) · Schermen · Schietsport · Schoonspringen · Synchroonzwemmen · Taekwondo (demonstratie) · Tafeltennis · Tennis · Voetbal · Volleybal · Waterpolo · Wielersport · Worstelen · Zeilen · Zwemmen